# Sitona gressorius
Espèce
Sitona gressorius est une espèce d'insectes coléoptères de la famille des Curculionidae (charançons) qui se nourrit de légumineuses et notamment des feuilles du genre Lupinus.

## Description
L'espèce Sitona gressorius est relativement grande par rapport à celles de son genre. En effet, elle mesure de 8,5 millimètres à 10 millimètres de longueur. Les écailles recouvertes de poils sensoriels forment sur le prothorax des dessins en étoile. Le dessus du corps altèrne les nuances de brun-grisé. Le rostre est plutôt long, le pronotum, partagé par une petite ligne blanche médiane longitudinale, est sensiblement plus étroit à l'avant qu'à l'arrière. La tête, avec les yeux de chaque côté, est plus étroite que le prothorax. Les antennes sont courtes.

## Synonymes
- Charagmus gressorius (Fabricius, 1792)
- Sitones giganteus Fairmaire, 1870

## Illustrations

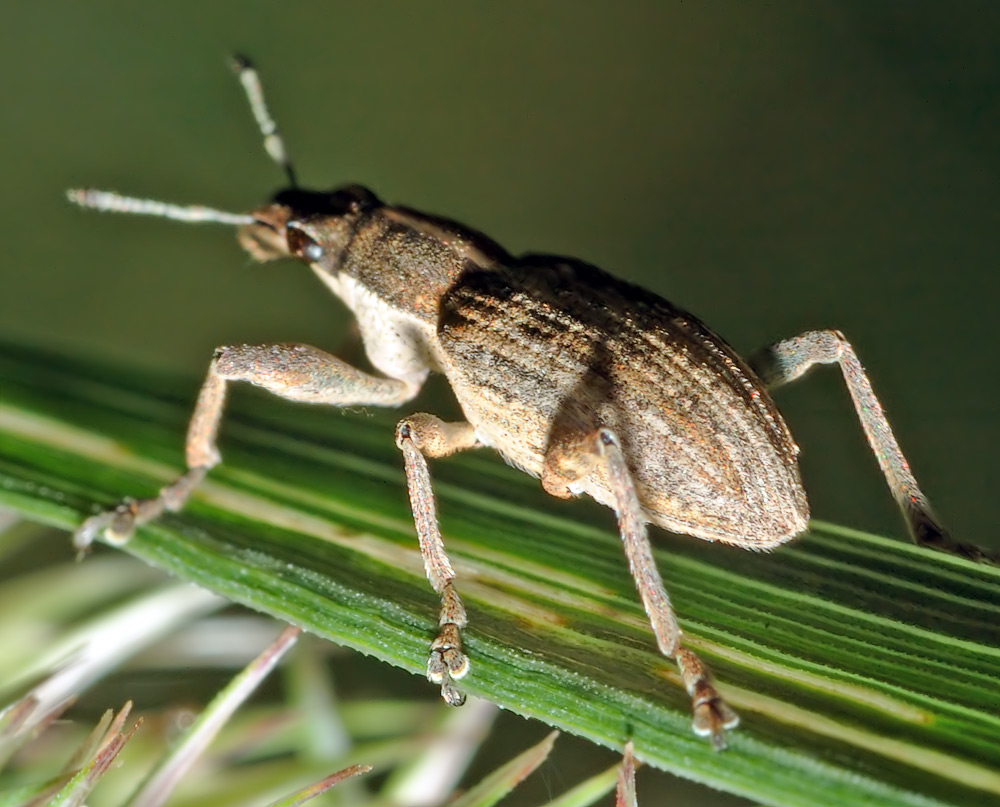
Sitona gressorius de côté, dans la forêt de Zwickau
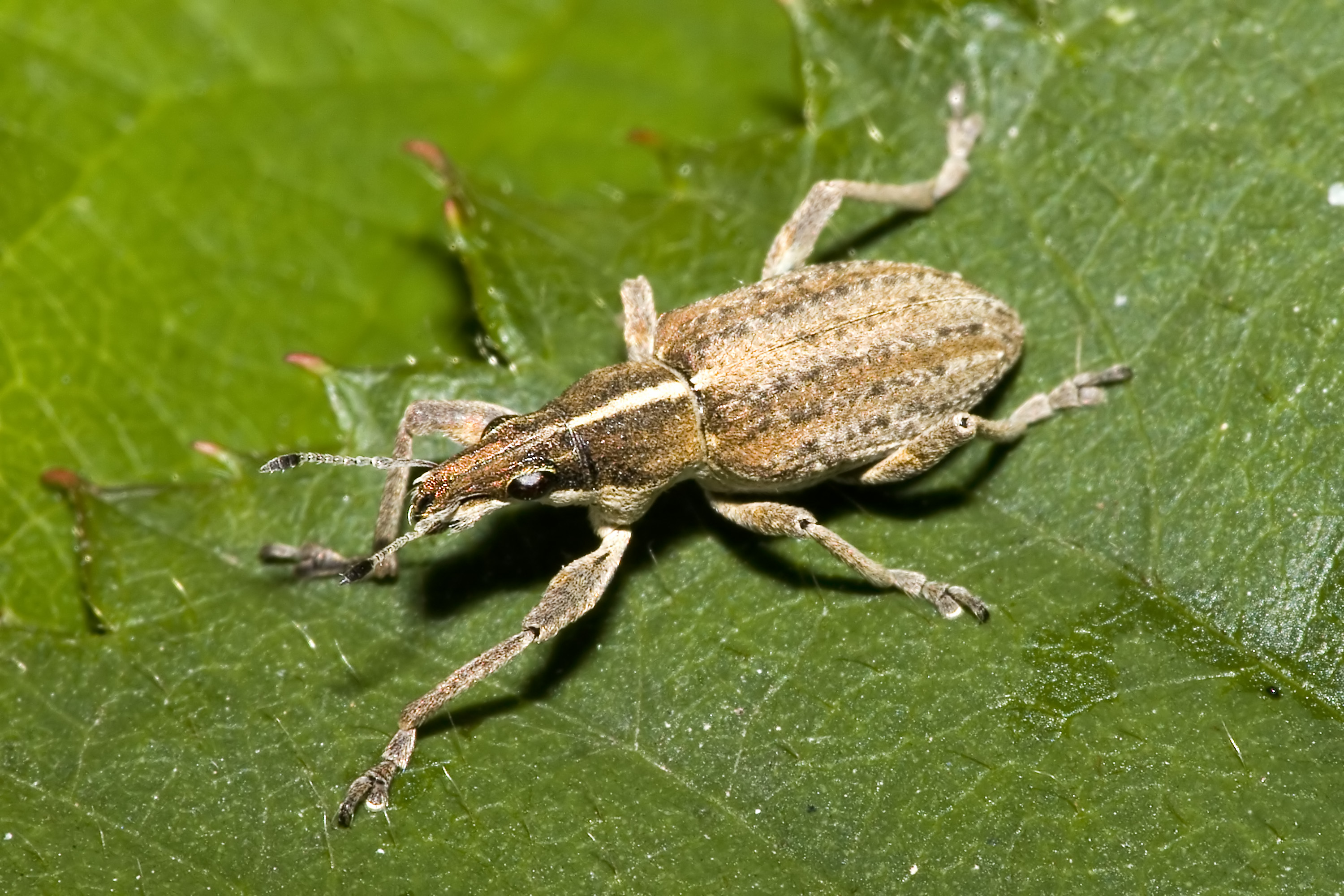
Sitona gressorius en Saxe, près de Dresde
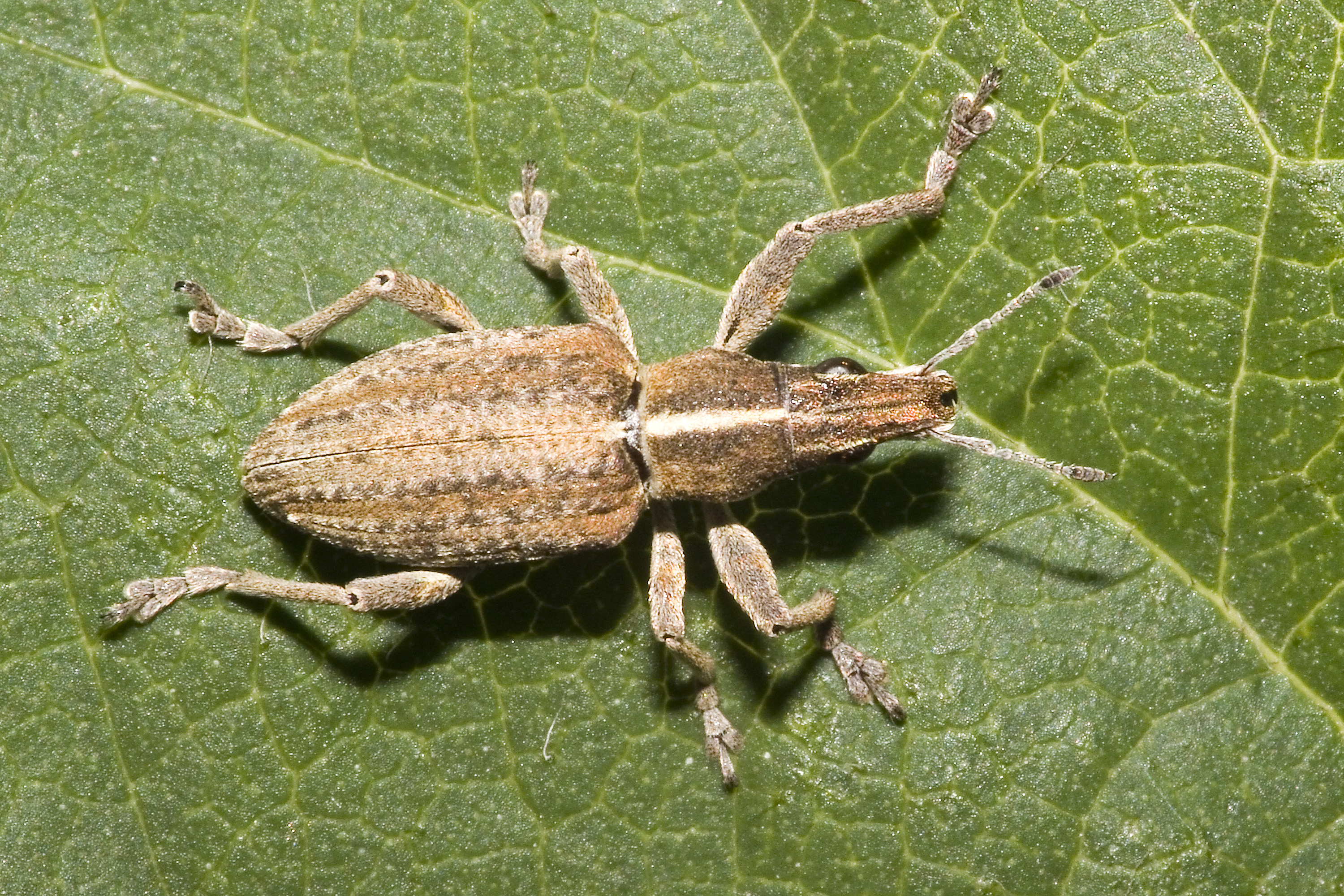
Sitona gressorius vu de dessus